# Radioconus riochcoensis
Radioconus riochcoensis es una especie de molusco gasterópodo de la familia Charopidae en el orden de los Stylommatophora.

## Distribución geográfica
Es endémica del Brasil.